# Medalha IRI
A Medalha IRI (em inglês:  IRI Medal) é uma condecoração para inovação tecnológica e suas aplicações industriais estabelecida em 1946 pelo Industrial Research Institute, fundado em 1938 pela Fundação Nacional da Ciência, organização sem fins lucrativos, com sede no Condado de Arlington.

## Premiados
- 1946: Willis R. Whitney (General Electric)[1]
- 1947: Charles Allen Thomas (Monsanto)[2]
- 1948: Games Slayter (Owens Corning)[3]
- 1949: Vannevar Bush (Office of Scientific R&D)[4]
- 1950: Frank B. Jewett (Bell Labs)
- 1951: Randolph T. Major (Merck)
- 1952: Roy C. Newton (Swift & Company)[5]
- 1953: Eger V. Murphree (Standard Oil of N.J.)
- 1954: Mervin Kelly (Bell Labs)
- 1955: Ernest H. Volwiler (Abbott Laboratories)
- 1956: Victor Conquest (Armour)
- 1957: Clifford F. Rassweiler (Johns Manville)
- 1958: Elmer W. Engstrom (RCA)
- 1959: Frank K. Schoenfeld (BFGoodrich)
- 1960: Augustus B. Kinzel (Union Carbide)
- 1961: Max Tishler (Merck)
- 1962: Chauncey Guy Suits (General Electric)[6]
- 1963: James B. Fisk (Bell Labs)
- 1964: Ray H. Boundy (Dow Chemical)[7]
- 1965: Edwin H. Land (Polaroid)
- 1966: Paul L. Salzberg (DuPont Central Research)
- 1967: Emanuel R. Piore (IBM)
- 1968: John H. Dessauer (Xerox)
- 1969: Patrick E. Haggerty (Texas Instruments)
- 1970: William Oliver Baker (Bell Labs)
- 1971: Henri G. Busignies (International Telephone & Telegraph)
- 1972: Peter C. Goldmark (Goldmark Communications)[8]
- 1973: William E. Shoupp (Westinghouse)
- 1974: Robert W. Cairns (Hercules)
- 1975: James Hillier (RCA)
- 1976: Hendrik Casimir (N.V. Philips)
- 1977: John J. Burns (Hoffmann-La Roche)
- 1978: Malcolm E. Pruitt (Dow Chemical)
- 1979: Arthur M. Bueche (General Electric)[9]
- 1980: Lewis Hastings Sarett (Merck)
- 1981: William H. Armistead (Corning)
- 1982: N. Bruce Hannay (Bell Labs)
- 1983: Edward E. David Jr. (Exxon R&E)
- 1984: Harry W. Coover (Eastman Chemical)[10]
- 1985: Ralph E. Gomory (IBM)[11]
- 1986: George E. Pake (Xerox)
- 1987: Ian M. Ross (Bell Labs)[12]
- 1988: Abraham B. Cohen (DuPont)
- 1989: Roland W. Schmitt (General Electric)
- 1990: Edward M. Scolnick (Merck)[13]
- 1991: Mary L. Good (AlliedSignal)
- 1992: John S. Mayo (Bell Labs)[14]
- 1993: George H. Heilmeier (Telcordia Technologies (Bellcore))
- 1994: Walter L. Robb (General Electric)[15]
- 1995: John J. Wise (Mobil)[16]
- 1996: Robert A. Frosch (General Motors)[17]
- 1997: Donald E. Elson (Black & Decker)
- 1998: Arno Penzias (Bell Labs/Lucent)[18]
- 1999: John Seely Brown (Xerox)[19]
- 2000: Gordon F. Brunner (Procter & Gamble)[20]
- 2001: Philip Needleman (Pharmacia)[21]
- 2002: Charles W. Deneka (Corning)
- 2003: Lewis S. Edelheit (General Electric)
- 2004: John W. Miley (Milliken & Company)
- 2005: Paul M. Horn (IBM)
- 2006: David O. Swain (Boeing)
- 2007: Nabil Y. Sakkab (Procter & Gamble)
- 2008: Ralph Snyderman (Duke University & Proventys, Inc.)
- 2009: Norman Ralph Augustine (Lockheed Martin)
- 2010: Nicholas M. Donofrio (IBM)
- 2011: Uma Chowdhry (DuPont)
- 2012: Emile Jacobs (Exxon Mobile Research)
- 2013: Robert S. Langer, George Whitesides[22]
- 2014: Joseph DeSimone (Universidade da Carolina do Norte)
- 2015: Subra Suresh
- 2016: Vint Cerf, Peter Diamandis[23]
- 2017: Jōichi Itō, Henry Chesbrough
- 2018: Yann LeCun[24]